# Daidó Morijama
Daidó Morijama (森山 大道, Moriyama Daidō, * 10. října 1938) je japonský fotograf. V roce 2004 získal cenu Infinity Awards za celoživotní dílo od Mezinárodního fotografického centra v New Yorku a v roce 2019 cenu Hasselblad.

## Život a dílo
Morijama, narozený v Ikeda v Osace, studoval fotografii u Takejiho Iwamiya (se sídlem v Osace) poté se v roce 1961 přestěhoval do Tokia a tři roky pracoval jako asistent fotografa Eikó Hosoa. Produkoval sbírku fotografií Nippon gekijō shashinchō, které ukazovaly temnější stránky městského života a méně viditelné části měst. V nich se pokusil ukázat, jak byl život v určitých oblastech zanecháván za ostatními průmyslovými částmi. Jeho další práce se točí kolem témat městského tajemství, paměti a zkoumání fotografického média.
Moriyamův styl je synonymem stylu časopisu Provoke, do kterého se zapojil v roce 1969 konkrétně „are, bure, bokeh “, v překladu „zrnitý/drsný, rozmazaný a rozostřený“. Známý především díky svým černobílým fotografiím, jeho obrazy často využívají vysoký kontrast a nakloněné horizonty, aby zprostředkovaly fragmentární povahu moderního života. Morijama často prezentuje svou práci ve formě fotoknih, které popisuje jako stránky s otevřeným koncem, což umožňuje čtenáři rozhodnout o posloupnosti obrázků, které si prohlíží. Od roku 1968 vydal více než 150 fotoknih. Mezi nejpozoruhodnější z těchto fotoknih patří Japanese Theater (1968), Farewell, Photography (1972), Daidohysteric (1993) a Hokkaido (2008).
Farewell, Photography (Šašin jo Sajonara) je zahrnut v knížce Andrewa Rotha The Book of 101 Books: Seminal Photographic Books of the Twentieth Century, knížce Martina Parra a Gerryho Badgera The Photobook: A History, Volume I a knize společnosti Hasselblad Center The Open Book.
Zatímco Morijama pracuje s barevnou fotografií od 70. let, zřídkakdy byly vystaveny na samostatné výstavě Daido Tokio na Fondation Cartier pour l'art Contemporain v Paříži, v roce 2016 jako první velká samostatná výstava k vystavení jeho barevných fotografií. V letech 2008 až 2015 Morijama znovu navštívil Tokio, zaměřil se zejména na čtvrť Šinjuku a pořídil 86 chromogenních tisků (série „Tokyo Color“, 2008–2015) a černobílých fotografií („Dog and Mesh Tights“, 2014– 2015). Hammer Museum v Los Angeles v dubnu 2016 získalo darem Morijamových pouličních fotografií, největší sbírky na světě.
Moriyamovu fotografii ovlivnili Seirjú Inoue, Šómei Tómacu, William Klein, Andy Warhol, fotograf Eikó Hosoe, japonský spisovatel Jukio Mišima, dramatik Šudži Terajama a knížka Jacka Kerouaca Na cestě.

## Ocenění
- 1967: New Artist Award od společnosti Japan Photo-Critics Association[15]
- 1983: Annual Award od Photographic Society of Japan[16]
- 2003: Ocenění 44. Mainiči Art Award[15]
- 2004: Cena za kulturu Německé fotografické společnosti (DGPh)[17]
- 2012: Infinity Awards, kategorie celoživotní dílo, International Center of Photography, New York[2]
- 2019: Hasselblad Foundation International Award in Photography od nadace Hasselblad Foundation International Award in Photography[18][19][20]

## Publikace

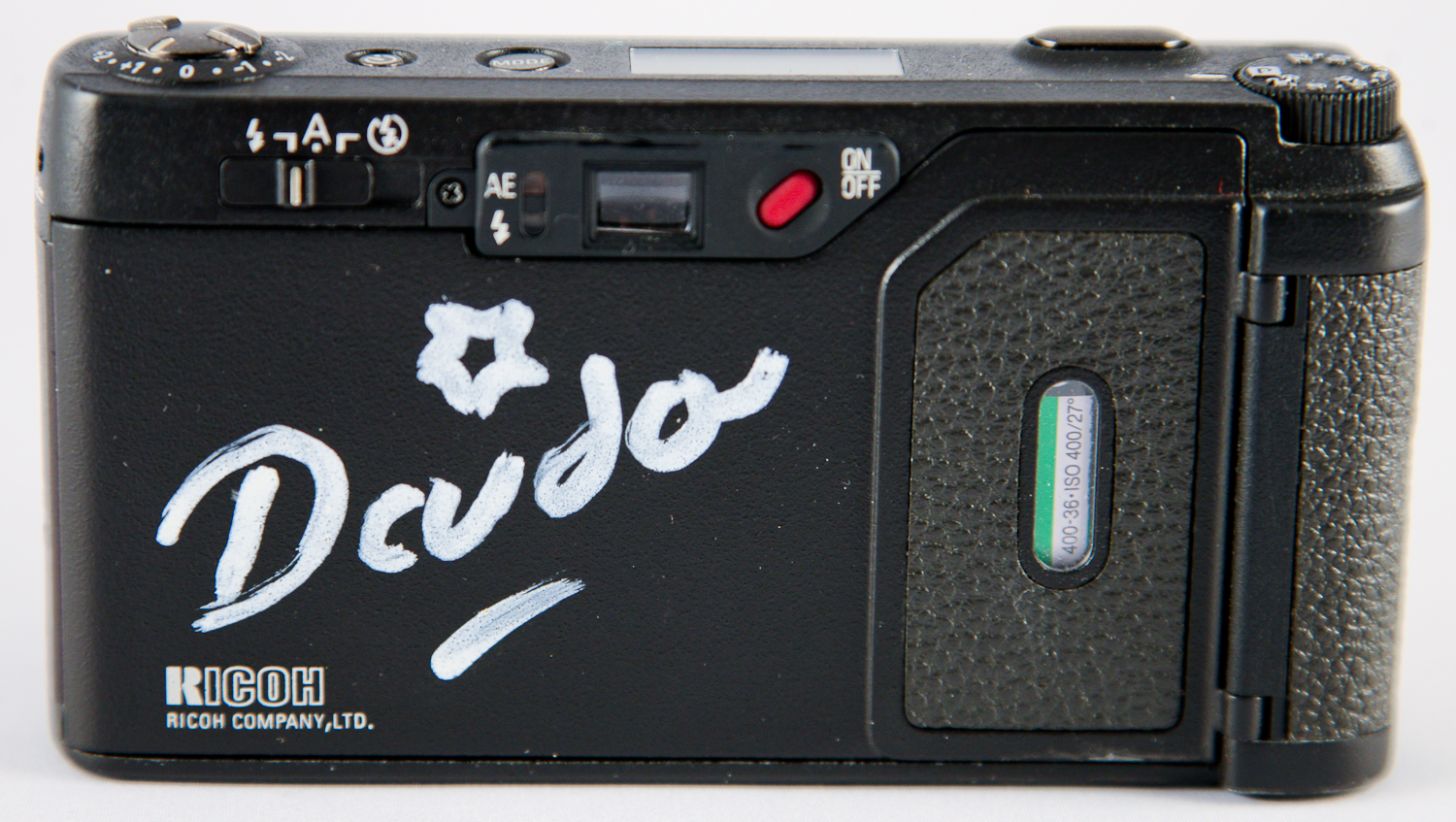
Podepsaný fotoaparát, soukromá sbírka

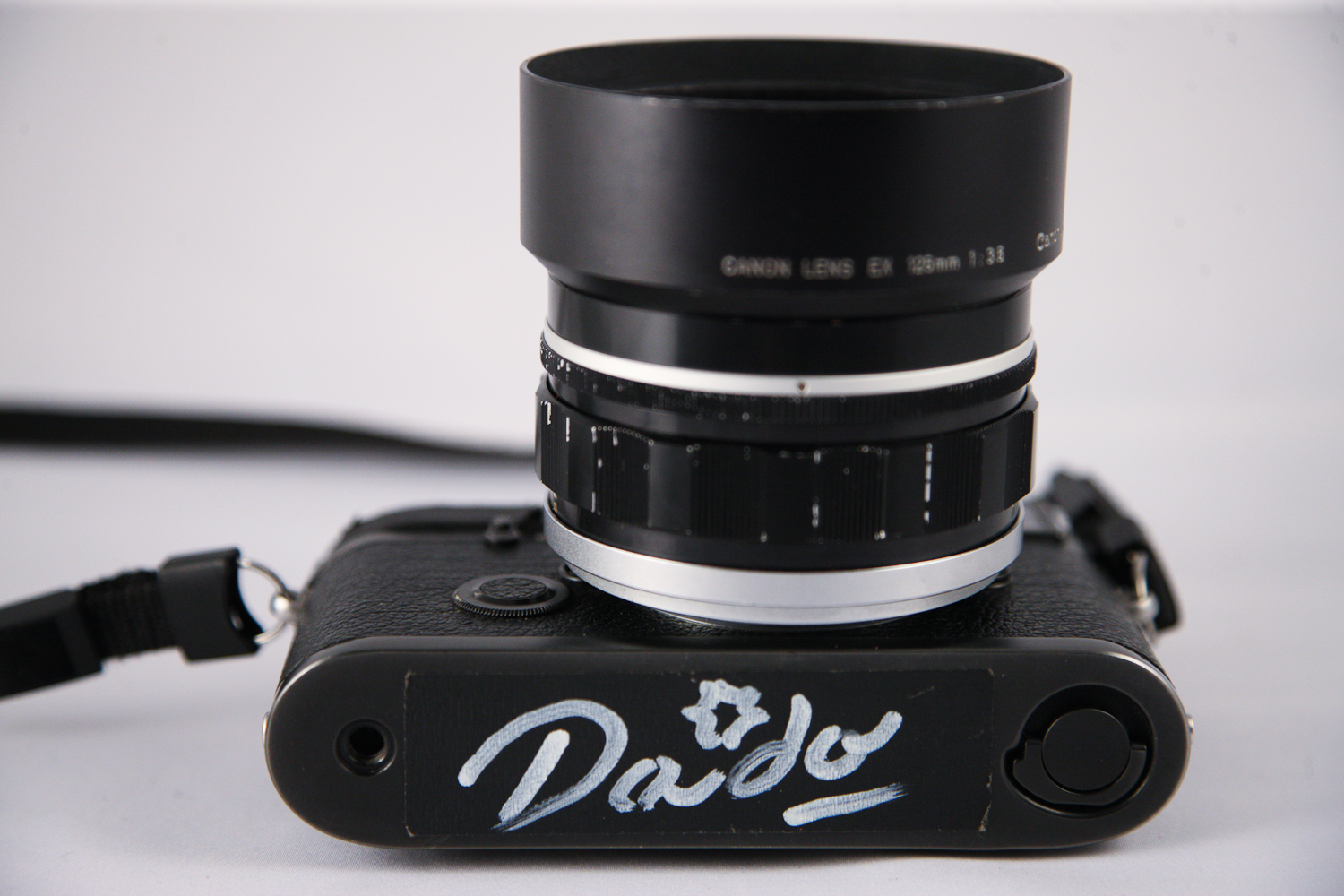
Podepsaný fotoaparát Leica M6, soukromá sbírka

### Publikace od Moriyamy
- Nippon Gekijo Shashincho = Japan: A Photo Theater. Muromachi Shob, 1968. Text: Shūji Terayama, japonsky. 216 stran.
  - Revised edition. Shinchosha; Photo Musée, 1995. ISBN 9784106024184.
- Documentary = Kiroku = Record 1–5. Soukromé vydání, 1972–73.
- Sashin yo Sayonara = Bye Bye Photography.
  - Tokyo: Shashin hyoron-sha, 1972.
  - Farewell Photography. Tokyo: PowerShovel, 2006.
  - Farewell Photography. Bookshop M / Getsuyousha, 2019.
- Another Country. Soukromé vydání, 1974
- Tales of Tono. Asahi Sonorama, 1976
- Japan, A Photo Theater II. Asahi Sonorama, 1978. Esej: Shoji Yamagishi.
- Hikari to Kage = Light and Shadow. Tojusha, 1982
  - Light and Shadow. Kodanša, 2009.
- Memories of a Dog – Places in My Memory. Asahi Shinbunsha, 1984 (eseje)
- A Dialogue with Photography. Seikyūsha, 1985 (eseje)
- A Journey to Nakaji. Tokyo: Sokyusha, 1987
- Morijama Daidō 1970–1979. Tokyo: Sokyusha, 1989
- Lettre a St. Lou. Kawade Shobo Shinsha, 1990
- Daido hysteric No.4. Hysteric Glamour, 1993
- Color. Tokyo: Sokyusha, 1993
- Daido hysteric No.6. Hysteric Glamour, 1994
- A Dog's Time. Sakuhinsha, 1995
- Imitation. Taka Ishii Gallery, Tokio, 1995
- From/ Toward Photography. Seikyūsha, 1995 (eseje)
- A Dialogue with Photography. (Revised) Seikyūsha, 1995 (eseje)
- Daido hysteric Osaka No.8. Hysteric Glamour, 1997
- Morijama Daidō. Nihon no shashinka 37. Iwanami Shoten, 1997
- Hunter. (Reprint) Taka Ishii Gallery, Tokio, 1997
- Fragments. Composite Press, Tokio, 1998
- Memories of a Dog – Places in My Memory, the final. Asahi Shinbunsha, 1998 (eseje)
- Passage. Wides, 1999
- Dream of water. Tokyo: Sokyusha, 1999
- Visions of Japan: Daido Morijama. Korinsha, Tokio, 1999
- Color 2. Tokyo: Sokyusha, 1999
- Past is every time new, the future is always nostalgic. Seikyūsha, 2000
- Memories of a Dog – Places in My Memory. (Revised) Kawade Shobo Shinsha, 2001
- Memories of a Dog – Places in My Memory, the final. (Revised) Kawade Shobo Shinsha, 2001
- Platform. Daiwa Radiator Factory and Taka Ishii Gallery, 2002
- '71- NY Daido Morijama. PPP Editions, 2002
- Shinjuku. Tokyo: Getsuyosha, 2002
- transit. Eyesencia, 2002
- Daido Morijama 55. Phaidon, 2002
- Daido Morijama, The Complete Works vol. 1. Daiwa Radiator Company, 2003
- Daido Morijama: Actes Sud. Foundation Cartier pour l’art contemporain, 2003
- Remix. Galerie Kamel Mennour, 2004
- Daido Morijama. Guiding Light, 2004
- Memories of a Dog. Portland, OR: Nazraeli Press, 2004
- Daido Morijama, The Complete Works vols 2–4. Daiwa Radiator Factory, 2004
- Wilderness!. Parco, 2005
- Shinjuku 19XX-20XX. Codax, 2005
- Tokyo. Reflex New Art Gallery, 2005
- Buenos Aires. Kodansha, 2005
- Lettre a St. Lou. Kawade Shobo Shinsha, 2005
- Shinjuku Plus. Tokyo: Getsuyosha, 2006
- t-82. PowerShovelBooks, 2006
- it. Rat Hole, 2006
- Snap. (Record extra issue No. 1) Akio Nagasawa, 2007
- Kagero & Colors. PowerShovelBooks, 2007
- Hawaii. Tokyo: Getsuyosha, 2007
- Osaka Plus. Tokyo: Getsuyosha, 2007
- Erotica. Asahi Shinbunsha, 2007
- Tales of Tono. Kobunsha, 2007
- Yashi. Fondation Cartier pour l’art contemporain, Paříž, and Taka Ishii Gallery, Tokio, 2008
- Record No. 1–5 Complete Reprint Edition. Tokyo: Akio Nagasawa, 2008. Issues 1–5 of his magazine Record.
  - Portland, OR: Nazraeli, 2009. ISBN 978-1590052730.
- Magazine Work 1971 1974. Tokyo: Getsuyosha, 2009.
- Tsugaru. Tokyo: Taka ishii Gallery, 2010. Hardback. ISBN 9786000006945. Catalog of an exhibition held at Taka Ishii Gallery, November 2010. 81 of the 82 photographs taken in Goshogawara and other villages in the Tsugaru-plain area of Aomori Prefecture in 1976. Vydání 1000 kopií.
- Auto-portrait. MMM label 1. Tokyo: Match and Company Co., 2010. Text: Simon Baker. Vydání 1000 kopií.
- Gekijo. Tokyo: Super Labo, 2011. Vydání 500 kopií.
- Remix. Galerie Kamel Mennour, 2012
- Paris 88/89. Paříž a Arles, Francie: Poursuite, 2012.
- Light & Shadow Magazine. 2013. Vydání 250 kopií.
- Mirage. MMM label 4. Tokyo: Match and Company Co., 2013. Vydání 1000 kopií.
- Dog and Mesh Tights. Tokyo: Getsuyosha, 2015. Doslov: Morijama. Text anglicky a japonsky.
- Self. One Picture Book 90. Portland, OR: Nazraeli Press, 2015. ISBN 978-1-59005-426-0. Vydání 500 kopií.
- Fukei. Tokyo: Super Labo, 2015. Vydání 700 copies in two different covers (one with fish, the other with a flower), 350 of each cover.
- Daido Morijama in Color: Now, and Never Again. Milan: Skira, 2016. ISBN 978-8857222264.
- Scandalous. Tokyo: Akio Nagasawa, 2016. Vydání 350 kopií.
- Osaka. Tokyo: Getsuyosha, 2016. Eseje „Osaka no koto“ (japonsky) a „Dark Pictures“ (anglicky).
- Pantomime. Tokyo: Akio Nagasawa, 2017. Vydání 600 kopií.
- Pretty Woman. Tokyo: Akio Nagasawa, 2017. Vydání 900 kopií.
- K. Tokyo: Getsuyosha, 2017. ISBN 978-4-86503-050-1
- Record. Tokyo: Akio Nagasawa, 2017. A digest Vydání his Record magazines containing selected work from Record No.1 to Record No.30. Editor: Mark Holborn.
- Aa, Koya. Kadokawa, 2017. Příběh: Shūji Terayama.
- Uwajima. Switch, 2018. Fotografie pořízeny v Uwajima, Ehime, některé z nich byly před tím publikovány v magazínu Coyote v roce 2004. Esej: Shinro Ohtake (japonsky).
- Tokyo Boogie Woogie. Tokyo: Super Labo, 2018. ISBN 978-4-908512-26-1. Vydání 1000 kopií.
- Tights in Shimotakaido. Tokyo: Akio Nagasawa, 2018. Vydání 600 kopií.
- Lips! Lips! Lips!. Tokyo: Akio Nagasawa, 2018. Vydání 350 kopií.
- Daido Morijama in Color: Now, and Never Again. Yokosuka. Milan: Skira, 2018. ISBN 978-8857231167
- Daido Morijama in Color: Now, and Never Again. Nocturnal Nude. Milan: Skira, 2018. ISBN  978-8857236308.
- Daido Morijama in Color: Now, and Never Again. Self-portrait. Milan: Skira, 2018. ISBN 978-8857236315.
- Akai Kutsu Vol. 1. Kanagawa: Super Labo, 2019. ISBN 978-4908512766.
- Akai Kutsu Vol. 2. Kanagawa: Super Labo, 2019. ISBN 978-4908512773.
- Daido Moto. Paso Robles, CA: Nazraeli, 2019. Vydání 500 kopií.
- How I Take Photographs. Laurence King, 2019. ISBN 978-1786274243. Fotografie: Morijama a text: Takeši Nakamoto.[21]

### Morijamovy časopisy
- Record No.1. Vlastní náklad, 1972.
- Record No.2. Vlastní náklad, 1972.
- Record No.3. Vlastní náklad, 1972.
- Record No.4. Vlastní náklad, 1973.
- Record No.5. Vlastní náklad, 1973.
- Record No.6. – Record No.39. Tokyo: Akio Nagasawa, 2006–2018. Various individual editions.

### Společné publikace
- 4. Mazu tašikarašisa no sekai o sutero: šašin to gengo no šisó = First Abandon the World of Pseudo-Certainty: Thoughts on Photography and Language. Tokyo: Tabata Shoten, 1970. OCLC 53405730. Spoluautoři: Nakahira Takuma, Takanaši Jutaka a Taki Kódži.
- The Japanese Box – Facsimile reprint of six rare photographic publications of the Provoke era, Edition 7L / Göttingen: Steidl, 2001.
- Terayama. Tokyo: Match and Company Co., 2015. Anglicky a japonsky. Text: Shuji Terayama a doslov: Satoši Mačiguči, „The Spell Moves On.“ Vydání 1500 kopií.
- Dazai. MMM label 5. Tokyo: Match and Company Co., 2014. Text: Osamu Dazai, „Villon's Wife.“ Vydání 1200 kopií.
- Odasaku. Tokyo: Match and Company Co., 2016. Krátký příběh: Sakunosuke Oda, „At the Horse Races,“ doslov: Satoši Mačiguči.
- Teppo yuri no Shateikyori. Tokyo: Getsuyosha, 2017. Japonské haiku: Misa Učida.

## Samostatné výstavy

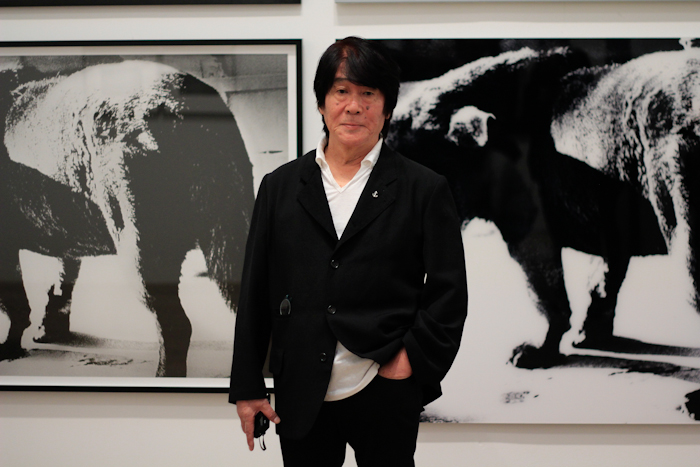
Daidó Morijama, Tate Modern, Londýn

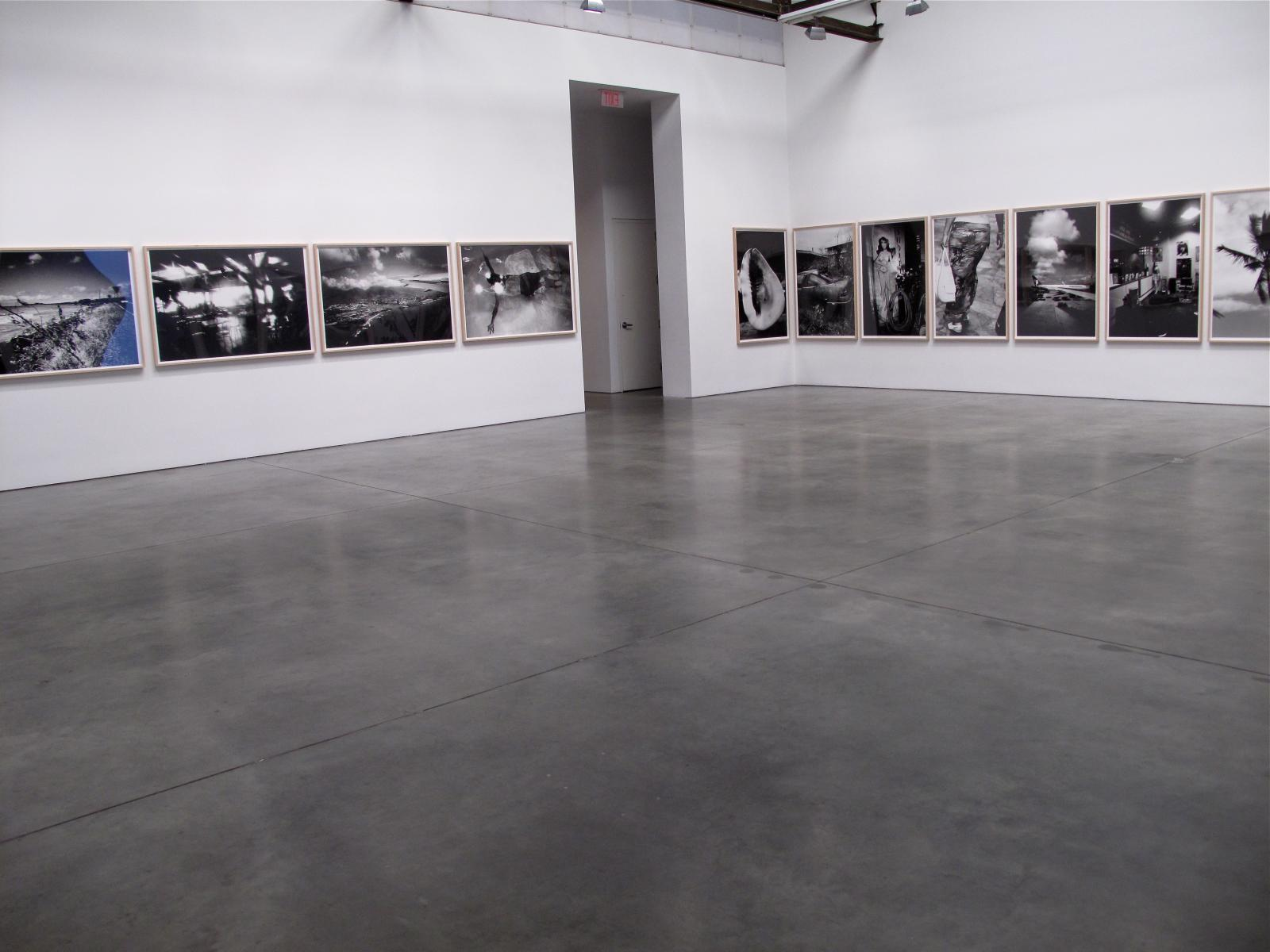
Daidó Morijama, výstava, 2010

- 1990 – Morijama Daido Photo Exhibition, Zeit Photo Salon, Tokio[22]
- 1992 – Morijama Daido : Works of 1970's, Il Tempo, Tokio
- 1993 – Morijama Daido Photo Exhibition, Laurence Miller Gallery, New York City
- 1993 – Morijama Daido : Photo Installation, On Sunday's, Tokio
- 1994 – Morijama Daido Photo Exhibition, On Sunday's, Tokio
- 1995 – Peeping Out, Place M, Tokio
- 1995 – Imitation, Taka Išii Gallery, Tokio
- 1996 – Color, Taka Išii Gallery, Tokio
- 1997 – Osaka, Taka Išii Gallery, Tokio
- 1998 – Osaka, Taka Išii Gallery, Los Angeles
- 1998 – Fragments, Parco Gallery, Tokio
- 1999 – Tokyo Colors, The Deep Gallery, Paříž
- 1999 – Daido Morijama: Stray Dog, San Francisco MOMA, San Francisco; putovní výstava: The Metropolitan Museum, Japan Society, New York City
- 1999 – Tono Story, Taka Išii Gallery, Los Angeles
- 1999 – Rafflesia, Taka Išii Gallery, Tokio
- 2000 – Daido Morijama: Stray Dog, Fotomuseum Winterthur, Switzerland, putovní výstava: Museum Folkwang, Essen, Německo
- 2000 – Passage, Taka Išii Gallery, Tokio
- 2001 – Daido Morijama: Stray Dog, Harvard University Art Museums, Cambridge, MA, putovní výstava: Museum of Photographic Arts, San Diego, CA
- 2002 – Šindžuku, Taka Išii Gallery, Tokio
- 2002 – Platform, Light and Shadow, Daiwa Radiator Factory, Hirošima
- 2002 – '71 – NY, Roth Horowitz, New York City
- 2002 – Daido Morijama: Šindžuku – Platform – Light & Shadow, The Museum of Contemporary Art, Nagodža, Japonsko
- 2002 – inside the white cube: Antipodes, White Cube, Londýn
- 2003 – Morijama Daido 1965–2003, Šimane Art Museum, Šimane, Japonsko, putovní výstava: Kuširo Art Museum, Hokkaidó, Japonsko, Kawasaki City Museum, Kawasaki, Japonsko
- 2003 – Fondation Cartier pour l'art contemporain, Paříž
- 2004 – Daido Morijama, Šine Gallery, Londýn
- 2004 – Daido Morijama, Maruzen Marunouchi Gallery, Tokio
- 2004 – Daido Morijama Colour prints and vintages, Galerie Priska Pasquer, Kolín nad Rýnem, Německo
- 2004 – Remix, Galerie Kamel Mennour, Paříž, France Art Cologne 2004, Kolín nad Rýnem, Německo
- 2005 – vintage and modern prints daido Morijama, Galerie Bob van Oursow, Curych
- 2005 – Daido Morijama, Gallery RAKU (Kyoto University of Art and Design), Kjóto, Japonsko
- 2005 – Buenos Aires, Gallery D's (Kyoto University of Art and Design), Kjóto, Japonsko
- 2005 – Buenos Aires, epSITE, Epson Imaging Gallery, Tokio
- 2005 – Buenos Aires, Taka Išii Gallery, Tokio
- 2005 – Tokyo, Reflex New Art Gallery, Amsterdam
- 2005 – Wilderness! Logos gallery, Tokio
- 2006 – Daido Morijama, Foam Fotografické muzeum Amsterdam
- 2006 – šindžuku 1973, 25pm, Taka Išii Gallery, Tokio
- 2006 – it, Rat Hole Gallery, Tokio
- 2007 – Daido Morijama Retrospektive ab 1965, Die Photographische Sammlung / SK Stiftung Kultur, Kolín nad Rýnem, Německo
- 2007 – Daido Morijama Retrospectiva desde 1965, Centro Andaluz de Arte Contemporaneo, Sevilla, Španělsko
- 2007 – Hawaii, Taka Išii Gallery, Tokio
- 2007 – Vintage prints from the 1960s and 70s, Galleri Riis, Oslo
- 2008 – Daido Retrospective 1965–2005, Daido Hawaii, Tokijské muzeum fotografie, Tokio
- 2008 – bye-bye polaroid, Taka Išii Gallery, Tokio
- 2008 – Šindžuku, Tokio, Studio Guenzani, Milán
- 2008 – Hokkaido, Rat Hole Gallery, Tokio
- 2008 – The 80s, Vintage Prints, Steven Kasher Gallery, New York City[23]
- 2010 – Hawaii, Luhring Augustine, New York City[24]
- 2010 – Visioni del Mondo, Fotomuseo Giuseppe Panini, Modena, Itálie
- 2010 – Tsugaru, Taka Išii Gallery, Tokio[25]
- 2011 – On the Road, National Museum of Art, Osaka
- 2015 – Daido Moriyama. In Color, Galleria Carla Sozzani, Milán
- 2016 – Daido Tokyo, Fondation Cartier pour l'art contemporain, Paříž[26]
- 2018 – Daido Morijama: SCENE, Hamiltons Gallery[27]